# Epimecia lurida
Epimecia lurida là một loài bướm đêm trong họ Noctuidae.